# Закон на Парето
В края на 19. век италианският икономист и социолог Вилфредо Парето формулира едно правило, което остава в социологията под името „Правилото 80 – 20“ или „Закон за елита“, или още „Закон на Парето“. То гласи следното:
Във всяко общество 20% от хората произвеждат 80% от ползите и печалбите. На другия край на кривата 20% от хората създават 80% от проблемите и загубите.
Това е глобалната гледна точка на Закона на Парето. Може да се интерпретира и в по-микромащаб, като му се придаде следното значение: „във всяко едно начинание 20% от вкараните ресурси в проект допринасят за 80% от изходния резултат“.
Този закон може да се интерпретира също така за целите на управлението на контрола или управлението на риска, както следва: „По-рядко срещаните явления предизвикват най-големи проблеми“ или „относително малък брой възможни причини обикновено предизвикват мнозинството на проблемите или дефектите“.
Според Парето обществото е разделено на елит, контраелит, антиелит и маса. Елитът управлява, контраелитът може и се стреми да управлява, но е лишен от власт и антиелит (криминални елементи и интелигенция), който е винаги срещу елита, но не може и не желае да управлява. Масата никога не е желаела и не желае да управлява. Парето смята, че човешкото общество винаги е било такова и нищо не се е променило. Всякакви идеи за различна организация на обществото е просто поредната идея (лъжа), с която си служи контраелитът, за да дойде на власт.